# Shōtarō Morikubo
Shōtarō Morikubo (jap. 森久保 祥太郎 Morikubo Shōtarō; ur. 25 lutego 1974 w Hachiōji) – japoński seiyū. Ukończył anglistykę na Uniwersytecie Meiji w Tokio. Dawniej związany z I’m Enterprise. Jest członkiem grupy An's All Stars, którą tworzą seiyū.

## Role głosowe
- Perfect Girl Evolution jako Kyōhei Takano
- Mały kotek Feliks i przyjaciele jako komentator sportowy
- Prétear jako Go
- Shikamaru Nara w:
  - Naruto
    - Naruto the Movie 2: Legend of the Stone of Gelel
    - Naruto 6: Road to Ninja

  - Naruto Shippūden
    - Naruto: Shippūden the Movie
    - Naruto Shippūden 2: Bonds
    - Naruto Shippūden 3: Inheritors of the Will of Fire
- Excel Saga jako Norikuni Iwata
- Final Fantasy VII: Advent Children jako Kadaj
- One Piece jako Bartolomeo
- Tokyo Revengers jako Kisaki Tetta